# Epirrhoe
Epirrhoe is een geslacht van vlinders uit de familie Geometridae (spanners). De wetenschappelijke naam is gepubliceerd in 1825 door Jacob Hübner.
De vleugels van deze vlinders vertonen afwisselend grijze, bruine en witte golvende banden. Een in België en Nederland algemeen voorkomende soort is de gewone bandspanner (Epirrhoe alternata).

## Soorten
In Europa voorkomende soorten:
- E. achatina Prout, 1915
- E. alternata (Müller, 1764) - gewone bandspanner
- E. annulifera (Warren, 1902)
- E. callima Turner, 1904
- E. commixta Matsumura, 1925
- E. crispoides Herbulot, 1988
- E. edelsteni Prout, 1916
- E. eustropha Turner, 1926
- E. excentricata Alphéraky, 1892
- E. fulminata Alphéraky, 1883
- E. galiata (Denis & Schiffermüller, 1775) - walstrobandspanner
- E. hastulata (Hübner, 1790)
- E. kezonmetaria Oberthür, 1893
- E. medeifascia Grünberg, 1908
- E. mirabilata Grote, 1883
- E. molluginata (Hübner, 1813)
- E. plebeculata (Guenée, 1858)
- E. psyroides Herbulot, 1988
- E. pupillata (Thunberg, 1788)
- E. reductula Bryk, 1942
- E. rivata Hübner, 1813 - bosbandspanner
- E. rivatula Bryk, 1942
- E. sandosaria (Herrich-Schäffer, 1852)
- E. sperryi Herbulot, 1951
- E. supergressa Butler, 1878
- E. tartuensis Möls, 1965
- E. timozzaria (Constant, 1884)
- E. trappa Schaus, 1901
- E. tristata Linnaeus, 1758 - bonte bandspanner
- E. virginea Alphéraky, 1892